# Bodo (Tiassalé)
Pour les articles homonymes, voir Bodo (homonymie).
Bodo est une localité du sud-est de la Côte d'Ivoire, et appartenant au département de Tiassalé, dans la Région des Lagunes. La localité de Bodo est un chef-lieu de commune.
Bodo est une commune d'environ 15 000 habitants. Elle est située au pk 108 de l'Autoroute du nord, sur les axes Abidjan-Yamoussoukro et Agboville-Gagnoa. C'est donc une zone carrefour d'importance stratégique. Depuis 1989, un Arrêté du Ministère de l'Intérieur publié au Journal officiel No 32 fait de Bodo le village centre dont les villages alentour constituent ses quartiers.
Outre, l’adduction d'eau et le centre de santé, l’Hôpital confessionnel de Bodo d'un coût de deux milliards est en construction. Bientôt, le marché de gros, la brigade de gendarmerie et le port sec de Bodo verront le jour. Toutes ces infrastructures appellent que Bodo soit érigée en sous-préfecture.